# Tourisme dans la Sarthe
 (juin 2017).
Si vous disposez d'ouvrages ou d'articles de référence ou si vous connaissez des sites web de qualité traitant du thème abordé ici, merci de compléter l'article en donnant les références utiles à sa vérifiabilité et en les liant à la section « Notes et références ».
Connue pour son patrimoine automobile, la Sarthe a vu son rayonnement touristique se développer avec la mise en valeur de la Cité Plantagenêt depuis le courant des années 1990-2000  et son postulat à l'inscription au patrimoine mondial de l'humanité. 

## Lieux touristiques

### Patrimoine historique

#### Villes
- Le Mans : classée ville d’art et d’histoire. Sa muraille, sa Cité Plantagenêt, ses circuits. Parmi les sites les plus visités se trouve la cathédrale Saint-Julien.
- La Flèche : sous-préfecture.
- Chateau de Courtanvaux à Bessé-sur-Braye
- Bourg-le-Roi : cité médiévale

#### Sites et monuments

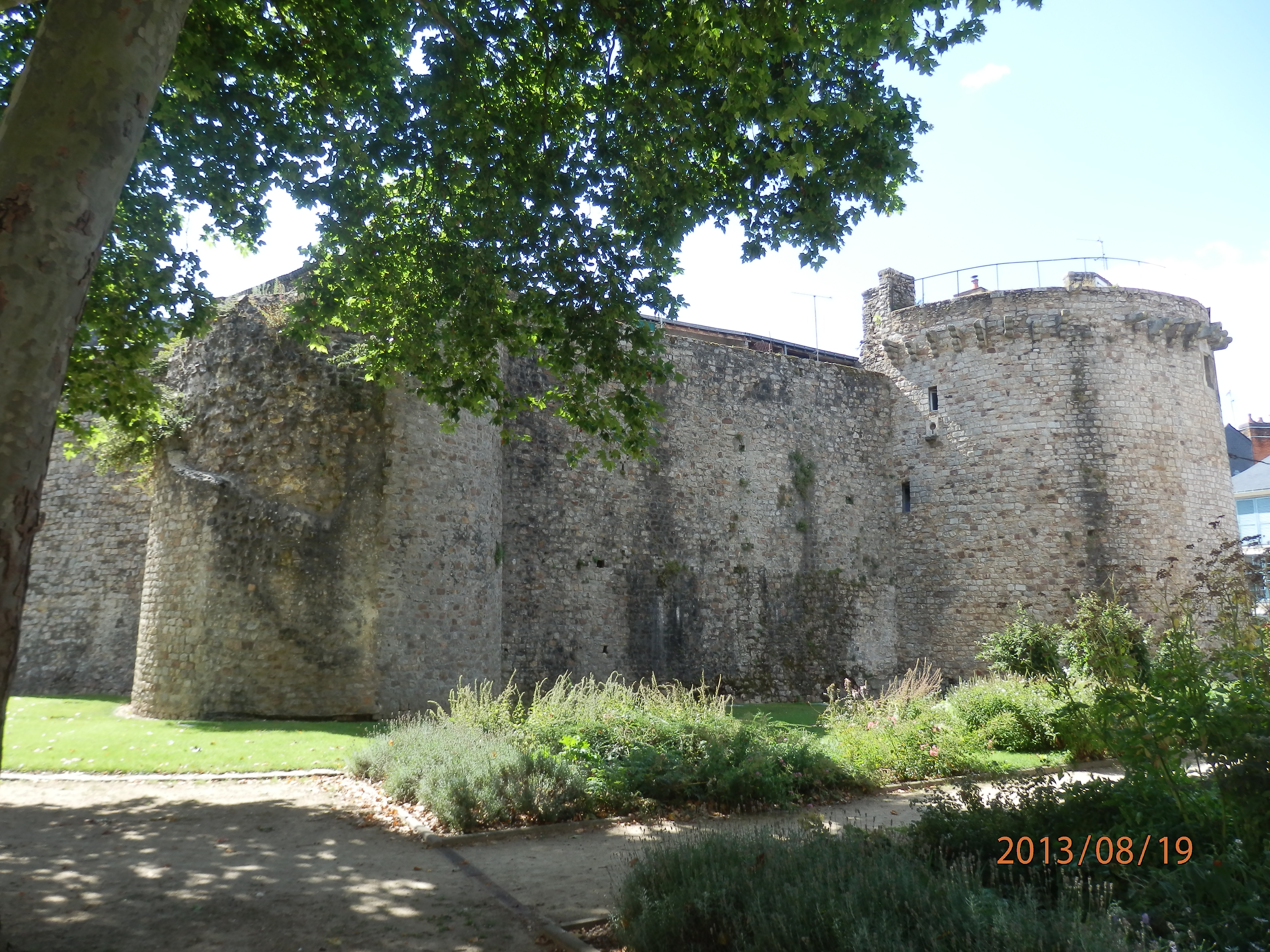
Le château du Mans édifié par Guillaume le Conquérant.

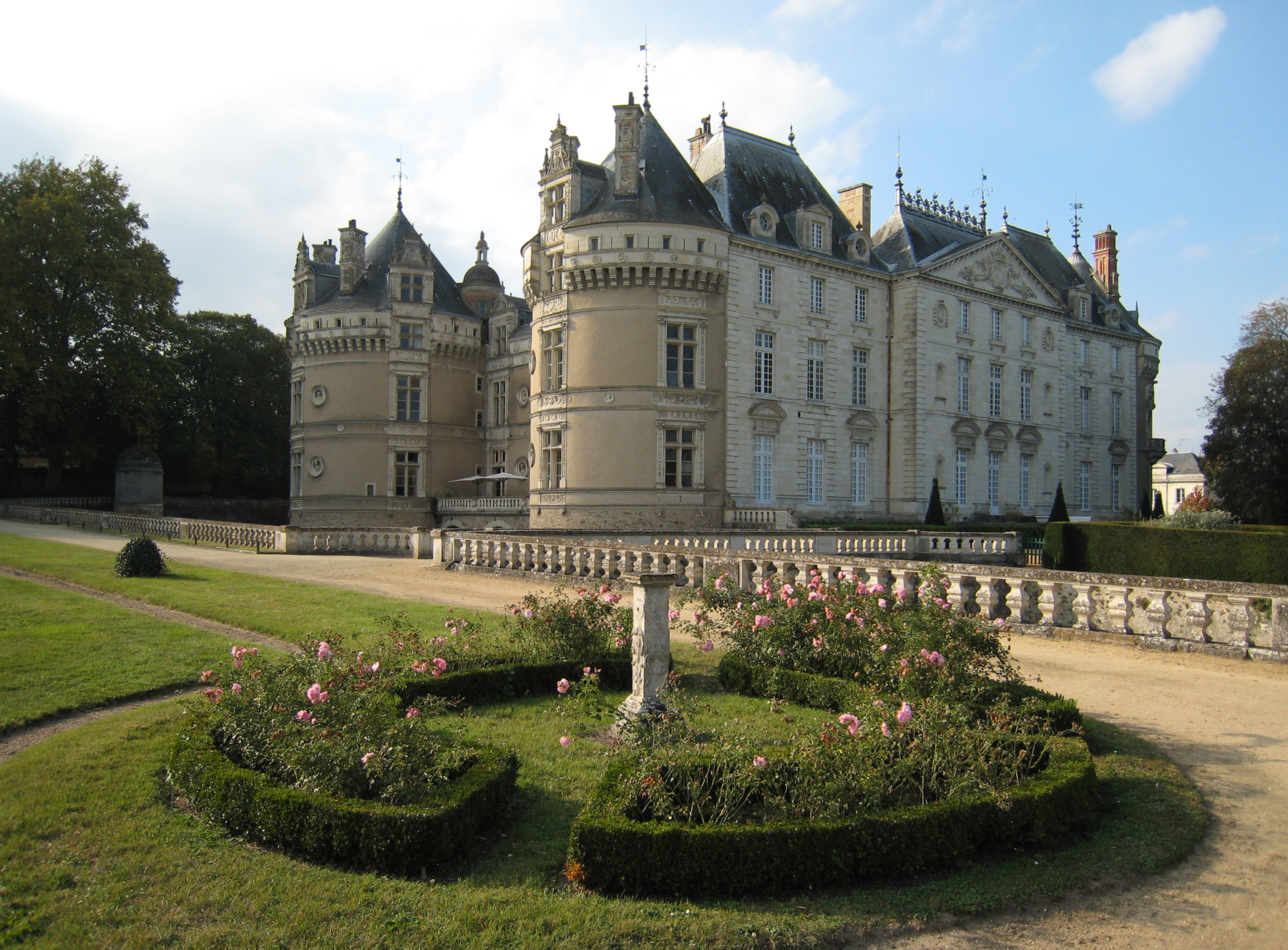
Château du Lude.

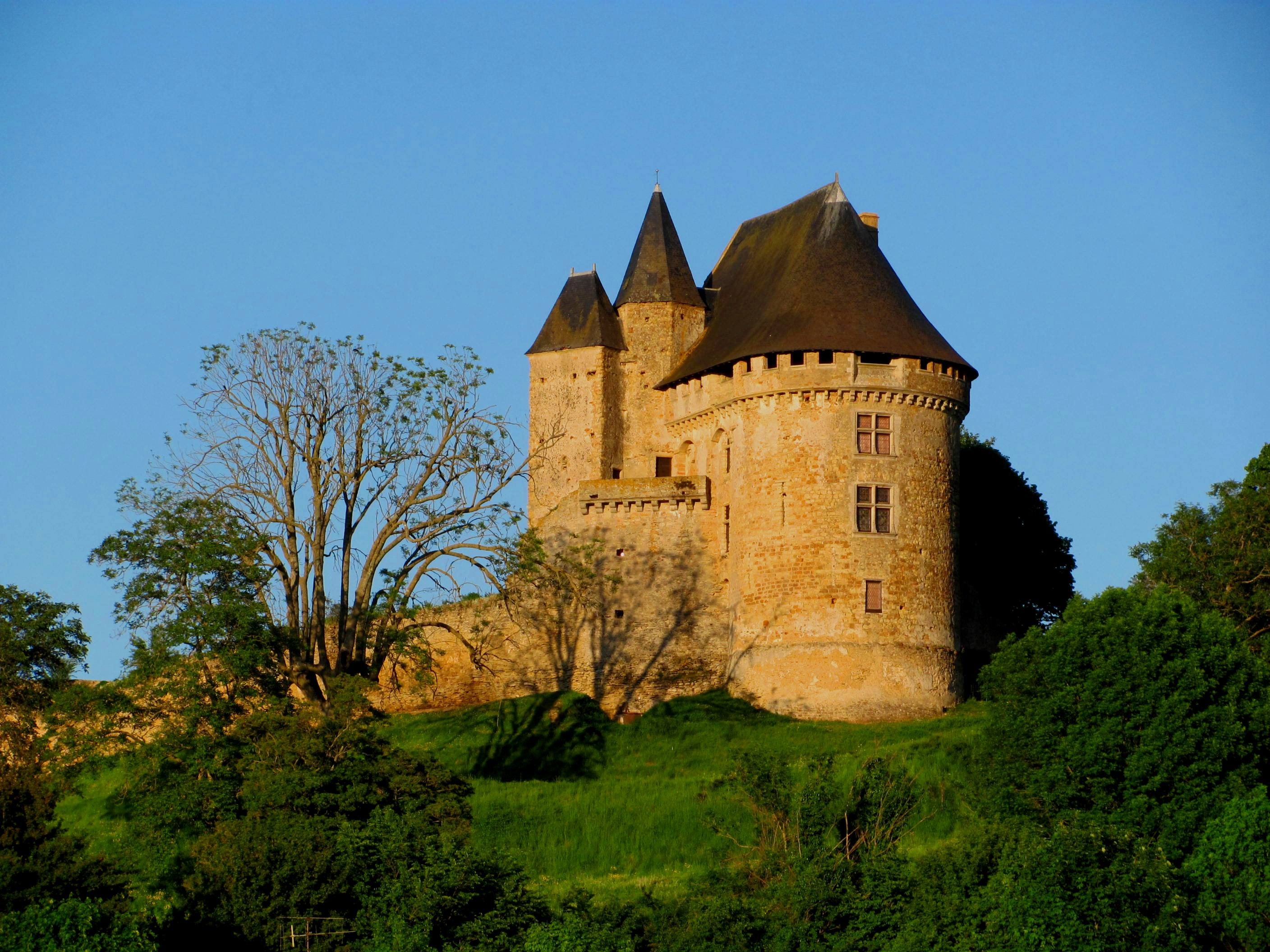
Château de Ballon.

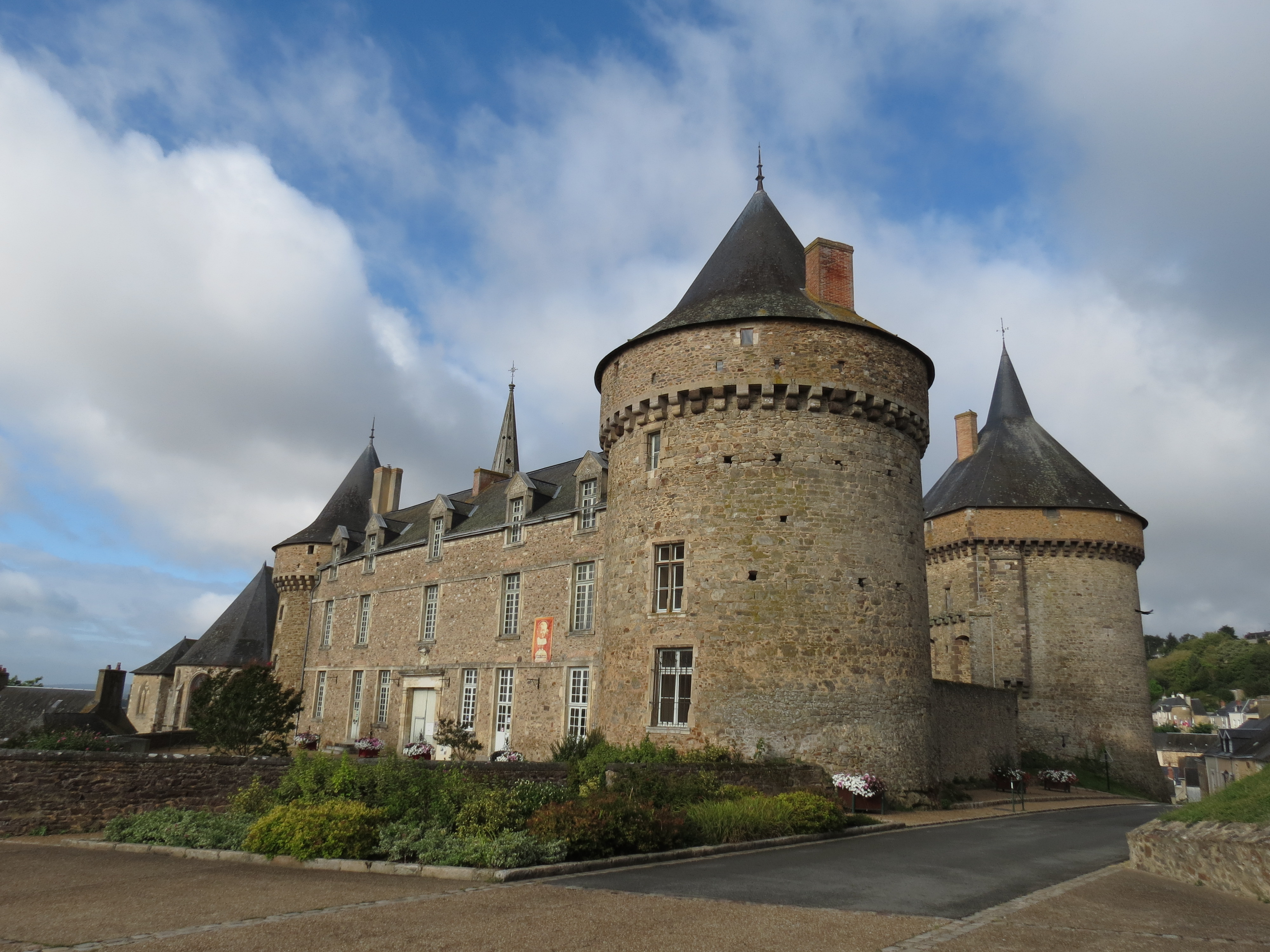
Château de Sillé-le-Guillaume.

La Sarthe possède un patrimoine touristique lié à la couronne d'Angleterre (Henri II), aux pilotes et constructeurs automobiles (Léon Bollée, Jean Rondeau)...
Parmi les châteaux se trouvent le Château de Lucé, le château de Ballon, le château du Lude, et leurs jardins, le château de Beaumont-sur-Sarthe, le château de Bellefille, parmi les plus anciens avec le château du Mans, XIe siècle qui a accueilli entre autres Guillaume le Conquérant.
Le site le plus remarquable du département est la muraille gallo-romaine reconnue  comme une des trois plus belles en Europe et sa vieille ville comprenant le palais des comtes du Maine, le château du Mans, l'abbaye de l'Épau et la cathédrale. 
Le département compte : 7 jardins remarquables et 74 Villes et Villages fleuris, 49 châteaux et architectures civiles, 7 Petites Cités de Caractère, 250 sites et monuments historiques.
Dans le domaine sportif, la ville possède le pôle sportif le plus complet d'Europe avec les circuits Bugatti, des 24 Heures du Mans, le MMArena, Antarès (basket), l'hippodrome, le vélodrome, l'aérodrome (voltige) et le pôle Européen du cheval.

### Patrimoine naturel
Les Alpes Mancelles sont un site naturel classé.
La forêt domaniale de Bercé, constituée majoritairement de feuillus a servi longtemps à la construction de navire pour la qualité de ses chênes.

### Patrimoine culturel
L'Europa Jazz Festival fait la renommée de la ville  dans  le domaine culturel  avec le BeBop Festival, La Nuit des chimères, et les musiques baroque de Sablé-sur-Sarthe. 

### Parcs et jardins
Le jardin des plantes issu de l’époque des explorateurs est composé d'un jardin à l'anglaise et un à la française avec une roseraie.
Le château du Grand-Lucé a fait refaire ses jardins au début des années 2000 comme ils étaient à sa plus belle époque.

## Terroirs

### Gastronomie
Au niveau de la restauration, deux étoilés Michelin sont présents en Sarthe.

### Vins
La Sarthe comprend deux appellations d’origine contrôlée viticoles, le Jasnières et le Coteaux-du-loir.

## Activités
Sur la Sarthe, des découvertes en bateaux traditionnels sont proposées pour 86 km de voies navigables.

## Chiffres du tourisme
- Plus de 1,14 million de nuitées enregistrées en 2015[réf. nécessaire].
- 642 261 visiteurs pour les épreuves sportives automobiles et motocyclistes (2015) pour 15 événements. Plus de 760 000 en 2016[réf. nécessaire].
- 3,24 millions de visiteurs pour les sites touristiques[réf. nécessaire].